# Liste der Flaggen im Vogelsbergkreis
Diese Liste zeigt die Flaggen im Vogelsbergkreis in Hessen, mit seinen Städten, Gemeinden und Ortsteilen. Anbetrachts der Tatsache, dass in Hessen vorwiegend Banner bzw. Hochflaggen üblich sind, werden die Genehmigungsdaten und die Flaggenbeschreibung auch auf diese bezogen.
| Der Vogelsbergkreis in Hessen |  | Die Flagge des Vogelsbergkreises wurde durch den Hessischen Innenminister genehmigt und wird wie folgt beschrieben: „Dreibahnig blau-weiß-rot, in der oberen Hälfte aufgelegt das Kreiswappen.“ |

## Städte und Gemeinden
| Stadt oder Gemeinde | Banner | Hissflagge         | Beschreibung und Genehmigung |
| ------------------- | ------ | ------------------ | --- |
| Alsfeld             | 2:5    | 5:3                | „Die Stadtfarben sind rot/weiß. Die amtliche Stadtflagge zeigt das Stadtwappen in der oberen Mitte des längsgestreiften rot-weißen Fahnentuches.“ Genehmigt am unbekannt               |
| Antrifttal          | 2:5    | 5:3                | „Auf weißer Flaggenbahn zwischen zwei roten Randstreifen in der oberen Hälfte aufgelegt das Gemeindewappen.“ Genehmigt am 7. März 1980                                                 |
| Feldatal            | 2:5    | 5:3                | „Auf roter Flaggenbahn mit goldenem Mittelstreifen, begleitet von zwei goldenen Randstreifen, in der obren Hälfte aufgelegt das Gemeindewappen.“ Genehmigt am 21. März 1984            |
| Freiensteinau       | 2:5    | 5:3                | „Auf blauer Flaggenbahn, die beiderseits durch einen schmalen gelben Längsstreifen unterbrochen wird, in der oberen Hälfte aufgelegt das Gemeindewappen.“ Genehmigt am 7. Oktober 1992 |
| Gemünden            |        |                    | Die Gemeinde Gemünden führt keine offizielle Flagge. Lokal wird jedoch eine rot-weiß-rote Fahne, belegt mit dem Gemeindewappen verwendet.                                              |
| Grebenau            |        |                    | Die Stadt Grebenau führt keine offizielle Flagge. Lokal wird jedoch eine blau-gelbe Fahne, belegt mit dem Stadtwappen verwendet.                                                       |
| Grebenhain          | 2:5    | 5:3                | „Auf rot-weißer Flaggenbahn in der oberen Hälfte aufgelegt das Gemeindewappen.“ Genehmigt am 16. April 1987                                                                            |
| Herbstein           | 2:5    | 5:3                | „Auf der breiten weißen Mittelbahn des rot-weiß-roten Flaggentuches das Wappen der Stadt Herbstein.“ Genehmigt am 8. Januar 1962                                                       |
| Homberg             |        |                    | Die Stadt Homberg führt keine offizielle Flagge. Lokal wird jedoch eine blau-weiße Fahne, belegt mit dem Stadtwappen verwendet.                                                        |
| Kirtorf             | 2:5    | 5:3                | „Auf rot/weißer Flaggenbahn in der oberen Hälfte das Stadtwappen.“ Genehmigt am 30. Juli 1980                                                                                          |
| Lauterbach          | 2:5    | 5:3                | „[Das] Wappen ziert […] die Stadtfahne in den alten Stadtfarben blau – weiß – gold, die dem Wappen entnommen sind.“ Genehmigt am unbekannt                                             |
| Lautertal           | 2:5    | 5:3                | „Auf gold/schwarzer Flaggenbahn aufgelegt das Gemeindewappen“ Genehmigt am 18. August 1983                                                                                             |
| Mücke               |        | führt keine Flagge | Die Gemeinde Mücke führt keine Flagge. |
| Romrod              | 2:5    | 5:3                | „Auf schwarz/goldener Flaggenbahn in der oberen Hälfte aufgelegt das Stadtwappen.“ Genehmigt am 13. April 1984                                                                         |
| Schlitz             |        |                    | Die Stadt Schlitz führt keine offizielle Flagge. Lokal wird jedoch eine weiße Fahne, belegt mit dem Stadtwappen verwendet.                                                             |
| Schotten            |        |                    | Die Stadt Schotten führt keine offizielle Flagge. Lokal wird jedoch eine blau-weiße Fahne verwendet.                                                                                   |
| Schwalmtal          | 2:5    | 5:3                | „Auf schwarz/goldener Flaggenbahn in der oberen Hälfte aufgelegt das Gemeindewappen.“ Genehmigt am 18. Mai 1988                                                                        |
| Ulrichstein         | 2:5    | 5:3                | „Das von Gelb und Blau geständerte Flaggentuch zeigt das Stadtwappen.“ Genehmigt am 30. April 1974                                                                                     |
| Wartenberg          | 2:5    | 5:3                | „Auf breiter weißer Mittelbahn, beseitet von zwei schmäleren grünen Seitenbahnen, das Gemeindewappen.“ Genehmigt am 16. Juni 1978                                                      |

## Ehemalige Städte und Gemeinden
| Stadt oder Gemeinde | Banner | Hissflagge | Beschreibung und Genehmigung |
| ------------------- | ------ | ---------- | --- |
| Angersbach          | 2:5    | 5:3        | „Auf breiter weißer Mittelbahn, beseitet von zwei schmäleren grünen Seitenbahnen, das Gemeindewappen.“ Genehmigt am 17. Mai 1963                                                                |
| Nieder-Gemünden     | 2:5    | 5:3        | „Auf der breiten weißen Mittelbahn des rot-weiß-roten Flaggentuches das Gemeindewappen.“ Genehmigt am 6. Oktober 1959                                                                           |
| Ober-Ofleiden       | 2:5    | 5:3        | „Flagge von Weiß und Rot geständert, im Schnittpunkt das Gemeindewappen.“ Genehmigt am 28. April 1967                                                                                           |
| Udenhausen          | 2:5    | 5:3        | „Auf breiter gelber Mittelbahn – beseitet von schmalen blauen Seitenbahnen – im oberen Teil aufgelegt das Gemeindewappen.“ Genehmigt am 2. August 1967                                          |
| Vadenrod            | 2:5    | 5:3        | „Im oberen Teil des schwarzen, von zwei gelben Streifen durchzogenen Flaggentuches über dessen ganze Breite aufgelegt eine weiße Raute mit dem Gemeindewappen.“ Genehmigt am 15. September 1965 |

## Ehemalige Landkreise
| Stadt oder Gemeinde  | Banner | Hissflagge | Beschreibung und Genehmigung |
| -------------------- | ------ | ---------- | --- |
| Landkreis Lauterbach | 2:5    | 5:3        | „Auf der breiten, von schmalen, roten Bahnen beseiteten, weißen Mittelbahn im oberen Drittel aufgelegt das Kreiswappen.“ Genehmigt am 13. April 1964 |